# Uncia (munt)
Een uncia was een munt in de Romeinse Republiek en had een waarde van 1/12 as.

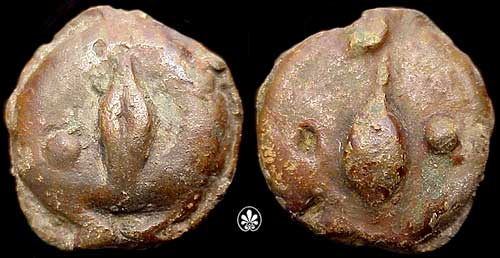
ITe Rome geslagen tussen 275 en 270 v.Chr.

## Deunciatijdens de republiek
De uncia (Latijn, "twaalfde deel") was in het klassieke Rome een lengte-eenheid van ongeveer 1,5 cm (1/12 voet) en een gewichtseenheid (ons, ounce) van 1/12 libra of pond.
Daarvan afgeleid was het ook een bronzen munt met de waarde van een twaalfde as, die geslagen werd in de Romeinse republiek.
De uncia was aanvankelijk een Romeins-Etruskisch gewicht van ongeveer 23 gram bij een pond van 273 gram, terwijl het Attische gewicht ongeveer 27 gram was bij een pond van 327 gram. De munt werd af en toe geproduceerd bij het slaan van bronzen munten. De kopzijde toonde knokkelbotjes (289-245 v.Chr), gerstekorrels (280-245 v.Chr.) of de gehelmde buste van het mythologische Rome (289-245 v.Chr.).

## De munt tijdens het Keizerrijk
In het Romeinse Keizerrijk herleefde de uncia tijdelijk onder Trajanus (98-117) en Hadrianus (117-138). Deze munt was ongeveer 11 bij 14 mm in diameter en woog ongeveer 0,8 tot 1,2 gram. De afbeelding was de beeltenis van de keizer op de kopzijde zonder inscriptie en "SC" (Senatu Consulto) op de achterzijde. Als ze onderdeel was van het Romeinse systeem (dus niet door een provinciale munt was geslagen) werd de munt uncia genoemd. Mogelijk was deze munt alleen bedoeld voor de oostelijke provincies.